# Neolaparus longicornis
Neolaparus longicornis är en tvåvingeart som beskrevs av Charles Howard Curran 1927. Neolaparus longicornis ingår i släktet Neolaparus och familjen rovflugor.
Artens utbredningsområde är Kongo. Inga underarter finns listade i Catalogue of Life.